# Monte Mor
Monte Mor, amtlich portugiesisch Município de Monte Mor, ist eine Gemeinde mit zum 1. Juli 2021 geschätzten 61.707 Einwohnern im brasilianischen Bundesstaat São Paulo, die Monte-Morenser genannt werden und auf einer Gemeindefläche von rund 240,6 km² leben. Sie liegt am südwestlichen Rand der Metropolregion Campinas.

## Geographie
Die Gemeinde am südwestlichen Rand von Campinas liegt am Rio Capivari, einem Zufluss des Rio Tietê. Weitere anliegenden Gemeinden sind Santa Bárbara d’Oeste, Capivari, Hortolândia, Sumaré, Indaiatuba und Elias Fausto.
Das Biom ist Mata Atlântica.

## Geschichte
Keramikfunde belegen, dass die Gegend um Monte Mor bereits in präcabralinischer Zeit (vor 1500) durch Guaraní besiedelt war.
Ende des 18. Jahrhunderts siedelten sich einige Offiziere samt Familien und Sklaven an. Am 16. August 1832 wurde eine Pfarrei gegründet.
Die Ortsgründung als Vila de Monte Mor fand am 24. März 1871 statt.

## Kommunalverwaltung
Bei der Kommunalwahl 2020 wurde Edivaldo Antônio Brischi des Partido Trabalhista Brasileiro (PTB) zum Stadtpräfekten (Bürgermeister) für die Amtszeit von 2021 bis 2024 gewählt.
Die Legislative liegt bei einem Stadtrat (Câmara Municipal) aus 15 gewählten Stadträten (vereadores).

## Wirtschaft und Verkehr
Monte Mor liegt an der Rodovia Jornalista Francisco Aguirre Proença (SP-101) ca. zehn Kilometer westlich des Flughafen Viracopos.
Der sauerländische Automobilzulieferer Honsel betreibt hier einen Standort.